# Steve Anderson (atleta)
Stephen Eugene Anderson, detto Steve (10 aprile 1906 – 2 agosto 1988), è stato un ostacolista statunitense.

## Palmarès

### Olimpiadi
- Argento a Amsterdam 1928 nei 110 metri ostacoli.